# Hrádek (Hradec Králové-i járás)
Hrádek település Csehországban, a Hradec Králové-i járásban. Hrádek Kunčice, Nechanice, Radíkovice, Radostov és Dolní Přím településekkel határos. Lakosainak száma 183 fő (2024. január 1.).

## Népesség
A település lakosságának változását az alábbi diagram mutatja:
| Lakosok száma | 281  | 259  | 288  | 205  | 173  | 180  | 185  | 186  | 175  | 183  |
|               | 1869 | 1890 | 1921 | 1950 | 1980 | 2001 | 2017 | 2019 | 2022 | 2024 |